# Монтанер, Рита
Рита Монтане́р (исп. Rita Aurelia Fulceda Montaner y Facenda, 20 августа 1900, Гуанабакоа — 17 апреля 1958, Гавана) — кубинская пианистка, певица
 и актриса
.

## Биография
Рита была дочерью белого и мулатки, поэтому выросла в атмосфере смешанной афро-европейской культуры. Это одна из самых известных кубинских артисток своего времени, выдвинувшаяся на театральном, музыкальном, кинематографическом и радиовещательном поприще, достигнувшая заметного успеха как на национальной, так и международной сцене. Начала свою карьеру с обучения по классам фортепиано и вокала в консерватории братьев Пейрельяде. Получив ученую степень по классу фортепиано и вокала в 1917 году, она посвятила себя именно вокалу, хотя многие предрекали ей хорошее будущее в качестве исполнительницы на фортепиано. Рита Монтанер выступала на одной сцене с известными представителями кубинской и международной эстрады. Некоторые известные композиторы того времени писали музыку специально для неё, например, Гонсало Роиг с Сесилией Вальдес, Моисес Симонс — «Эль Манисеро», Элисео Гренет — «Ай, мама Инес», Эрнесто Лекуона — «Эль кафеталь», Гильберто Вальдес — «Оггуэре».
Вскоре она стала первым женским голосом кубинского радио, в 1935 г. получив титул «Королевы Радио».
В 1928 г. Рита Монтанер гастролирует в Париже в театре «Олимпия». Позже она заменяет актрису Ракель Мельер в театре «Palace». Кроме того, она участвует в выступлении Жозефины Бейкер. После окончания гастролей и краткого пребывания на Кубе она продолжает сценическую карьеру в Соединенных Штатах. 
В 1935 г. она исполняет роль в спектакле, написанном Гилберто Вальдесом и поставленном в кубинском Главном Театре Комедии. Позже снимается в фильме о фильме «Романс в Пальмовой роще». Другие фильмы, где она снималась — «Мария ла О» (1949 г.) и «Уника» (1954 г.). В то же время она поет в кабаре «Мульгоба», а затем и в «Тропикане», где она и работает следующие 9 лет. 
Однако наибольшего успеха она достигла как лирическая певица. Это амплуа за ней закрепилось после выступления в постановке оперетты «Нинья Рита» 1927 г. Кроме того, здесь можно подчеркнуть и то, что она сумела красиво интерпретировать такие прекрасные песни как «Ноче Асуль» и «Сибоней», написанные Э. Лекуоной.
В 1940-50-е гг. она снимается в многочисленных мексиканских фильмах. Так, в 1952 г. она была номинирована на мексиканскую кинопремию «Серебряный Ариэль» как лучшая актриса второго плана за роль в фильме «Мой цвет — чёрный».
Умерла 17 апреля 1958 г. от рака. Похоронена на Сементерио де Колон в Гаване при огромном стечении народа.

## Посмертная судьба
О «звезде» снят документальный фильм Оскара Вальдеса (1980). Она выступает одним из персонажей романа Даины Чавьяно Остров бесконечной любви (2006). Стала прототипом заглавной героини мультфильма Чико и Рита (2010), как прототипом заглавного героя — Бебо Вальдес.